# Pasaje de la Isla Verde
El Paso de Isla Verde, en idioma inglés Verde Island Passage, es un estrecho que separa las islas de Luzón y de Mindoro. Conecta el mar de la China Meridional, con la bahía de Tayabas y el mar de Sibuyán.
Se trata de una de las rutas marítimas más transitadas en las Filipinas  por donde transcurren el transporte marítimo entre el puerto de Manila y las Visayas y Mindanao.
También navegan  transbordadores que conecta las provincias circundantes de Batangas, Marinduque, Mindoro Occidental, Mindoro Oriental  y  Romblón.
Frente a la bahía de Tayabas se encuentran las islas de Tingloy y de Isla Verde.